# Lisa Dowling
Lisa Maree Dowling (* um 1984 in Brisbane) ist eine australische Improvisationsmusikerin (Kontrabass, E-Bass, auch Gesang, Keyboards, Komposition).

## Leben und Wirken
Dowling erhielt klassischen Klavier- und Geigenunterricht in der Grundschule, bevor sie auf den Kontrabass wechselte. Nach Abschluss ihrer Schulzeit besuchte Lisa das Queensland Conservatorium of Music, bevor sie 2002 an das Victorian College of the Arts in Melbourne ging. Mit einem Stipendium setzte sie ihr Bachelorstudium an der Stony Brook University in New York fort. Anschließend absolvierte sie am Pariser Konservatorium ein Studium der historischen Aufführungspraxis, bevor sie nach New York zurückkehrte, wo sie an der Manhattan School of Music mit einem Master in zeitgenössischer Aufführungspraxis abschloss. Weiterhin studierte sie an der New School und bei François Rabbath. An der University of Melbourne wurde sie zudem zur Musiktherapeutin ausgebildet.
Dowlings Debütalbum Lullaby Apocalypse, das 2015 bei Gold Bolus Records erschien, enthält elektronische Art-Pop-Songs für Bass, Stimme, Klavier, Synthesizer, Elektronik, Flöte, Spoken Word und Perkussion mit ihrer Formation Kills to Kisses.
Dowling trat weiterhin mit dem Argento-Kammerensemble auf. Weiterhin arbeitete sie mit Bang on a Can, dem Emerson Quartet, dem American Composers Orchestra und Karl Bergers Improvisers Orchestra. Als Interpretin war sie an der Uraufführung von Werken von Martin Bresnick, David Lang, Tristan Perich, Ravi Kittappa und Robert Honstein beteiligt. Außerdem legte sie als DJane in verschiedenen Clubs und Veranstaltungsorten auf (Sleep No More, Dream Hotel) und spielte zwischen 2014 und 2017 Gitarrron in der Mariachi-Band Flor de Toloache. Als Komponistin und Sängerin schuf sie 2017 die Live-Musik für die Produktion Tremendous der Patricia Noworol Dance Company. Beim Kritikerpoll des Down Beat kam sie 2022 als „Rising Star“ am E-Bass auf den ersten Platz.